# Martin Schäfer (Diplomat)
Martin Schäfer (* 22. August 1967 in Bremen) ist ein deutscher politischer Beamter und Diplomat. Er war von 2017 bis 2021 Botschafter der Bundesrepublik Deutschland in Südafrika, Lesotho und Eswatini.

## Biografie
Schäfer studierte nach dem Abitur am Gymnasium Achim in Niedersachsen im Jahr 1987 Rechtswissenschaft und Volkswirtschaftslehre in Freiburg, Lausanne und Münster sowie Politikwissenschaften, Geschichte und Soziologie am Institut d’Etudes Politiques de Paris. 1996 promovierte er an der Westfälischen Wilhelms-Universität Münster zum Dr. jur. Zwischen 1990 und 1996 war er Dozent an den Verwaltungsakademien Essen und Bochum sowie an der Ruhrkohle Berufsbildungsgesellschaft in Essen.
1996 trat er in den Vorbereitungsdienst des höheren Auswärtigen Dienstes ein. Nach Verwendung im Auswärtigen Amt in Bonn war er in der Zeit von November 1999 bis Mai 2002 als Leiter des Rechts- und Konsularreferats der deutschen Botschaft in Kiew (Ukraine) eingesetzt. Weitere Verwendung fand er im Anschluss bis 2005 an der Botschaft in Santiago de Chile, gefolgt von einem weiteren Einsatz bis 2007 im Auswärtigen Amt in Berlin. Ab 2007 bis zu seinem Wechsel ins Pressereferat des Auswärtigen Amtes war er an der Botschaft in Pretoria (Südafrika) Leiter des Pressereferats und Sprecher der Botschaft.
Im Frühjahr 2011 wurde er Mitarbeiter der Pressestelle des Auswärtigen Amtes in Berlin sowie stellvertretender Sprecher des Ministeriums unter Außenminister Guido Westerwelle (FDP) in der damaligen CDU-FDP-Regierungskoalition. Nach dem Regierungswechsel von 2013 wurde Schäfer Leiter des Pressereferats und somit Sprecher des Hauses unter den Außenministern Frank-Walter Steinmeier sowie ab Januar 2017 unter Sigmar Gabriel (beide SPD). In dieser Position nahm er nach eigenen Angaben an über 500 Regierungspressekonferenzen teil, letztmals am 29. September 2017.
Oktober 2017 wurde er als Nachfolger von Walter Johannes Lindner deutscher Botschafter in Südafrika.
Von 2021 bis 2024 war Schäfer Gesandter an der deutschen Botschaft in Paris. Er war ständiger Vertreter des Botschafters. Seit 2024 ist er Vertreter im Politischen und Sicherheitspolitischen Komitee der Ständigen Vertretung der Bundesrepublik Deutschland bei der Europäischen Union.
Schäfer hat acht Kinder.